# 埃里希·托普

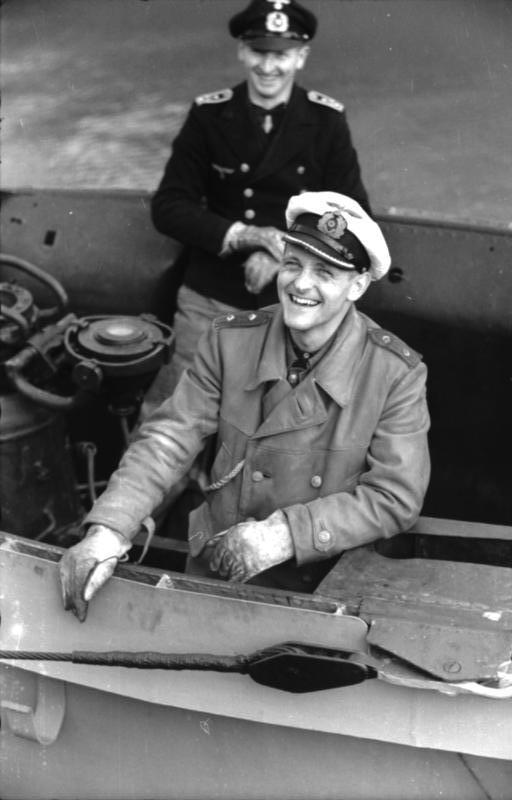
埃里希·托普（前）

埃里希·托普（Erich Topp，1914年7月2日—2005年12月26日）是一位第二次世界大战期间的德国海军U型潜艇指挥官。他曾获颁騎士鐵十字勳章。在他的指挥下，他的潜艇共击沉35艘盟军船只。战后，托普服役于德国海军，最终军衔为海军少将。他后来还曾为北大西洋公约组织效力。